# П'єр Каан
П'єр Каан (фр. Pierre Kaan; 10 січня 1903, Париж, Франція — Чеські Будейовиці, Чехословаччина) — французький філософ, громадський діяч, марксистський публіцист і видатний учасник Руху Опору у Франції під час Другої світової війни. 

## Життєпис

### Освіта й громадська діяльність
П'єр Каан народився 10 січня 1903 року в 5-му окрузі Парижа. Після здобуття початкової освіти в школі, навчання в якій часто перериваллся через проблеми зі здоров'ям, у 1919 році Каан вступає на підготовчі класи для складання вступних іспитів до Вищої нормальної школи при ліцеї Людовіка Великого. У ліцеї він започатковує літературно-критичний журнал під назвою La Gerbe du Quartier Latin разом зі студентами Данієлем Ґереном, Жоржем Альтманом та Полем Вердьє. Відвідуваність Каана в підготовчих класах була непостійною, оскільки його батькам доводилося забирати його в Бретань, щоб він міг відновитися від повторюваних нападів астми. Незважаючи на це, 1923 року П'єр Каан все ж отримав диплом з філософії за свою дисертацію на тему «Соціологічні основи мислення Ніцше в період 1876—1882 рр.».
Популярність Каана у французьких академічних та марксистських колах зростала. Його помітив Борис Суварін, який запропонував йому роботу у редакторській раді газети «Юманіте». Незабаром після цього він попросив Каана писати і для Bulletin Communiste.
Через розбіжності у питання відносин із Радянським Союзом, П'єр Каан, бувши противником сталінізму, покидає Французьку комуністичну партію у 1929 році. Потім він приєднується до нового політичного об'єднання Бориса Суваріна, Демократичного комуністичного гуртка (Cercle Communiste Démocratique), до складу якого також входили Сімона Вейль, Жорж Батай та Ремон Кено.

### Рух Опору
Невдовзі після виступу маршала Філіппа Петена перед французьким народом 17 червня 1940 року, П'єр Каан намагається вступити у загін Опору. Публіцист поставив собі завдання об'єднати всіх, хто збирається вести боротьбу проти нацистів. Разом зі своїми старими товаришами (Жаном Кавальєс і Лео Хамоном), Каан брав участь у загоні Libération-Sud. У лютому 1942 року П'єр Каан був зарахований до Forces Françaises Combattantes. Документ про його зарахування видано йому особисто Жаном Муленом, коли той приїхав відвідати філософа в його будинку в Монлюсоні. Каан провів ряд операцій як член Libération-Sud по всій окрузі Монлюсона разом з людьми з найближчого оточення мера Монлюсона, Маркса Дормуа. Каан займався різними ініціативами, як-от написання антинацистських гасел на стінах, поширення антифашистської літератури, або ж складання звітів, призначених для штабу Франції, що воювала в Лондоні. У 1942 році Каан проводив розвідку навколишньої території, намагаючись знайти відповідні зони для висадки повітрянодесантних військ і партизанів. 6 січня 1942 року Каан зіграв важливу роль в організації великої демонстрації, спрямованої проти депортації робітників до Німеччини після виступу П'єра Лаваля, прем'єр-міністра режиму Віші. Після успішного проведення операцій у Монлюсоні П'єр Каан стає заступником Жана Мулена, одного з керівників Французького національного комітету. Каан був відповідальний за збереження транспортних і комунікаційних зв'язків між Ліоном і половиною Франції, яка була окупована нацистами.

### Арешт і ув'язнення
За доносом одного з колабораціоністів, П'єр Каан був заарештований Гестапо 29 грудня 1943 року, перебуваючи в метро Парижа. Його піддали тортурам і потім депортували до Бухенвальда. З Бухенвальда його перевели до Глайни, де він був звільнений наприкінці війни чеськими антифашистами. Він помер через кілька днів після закінчення війни у шпиталі міста Чеські Будейовиці 18 травня 1945 року, змучений тифом і туберкульозом.

## Відзнаки
На знак визнання операцій, які П'єр Каан очолював і проводив під час війни, Каан отримав три французькі та одну британську відзнаку. 12 травня 1948 року офіційний журнал французького уряду оголосив, що Каан був посмертно нагороджений кавалером ордена Почесного легіону, медаллю Опору з розеткою, військовим хрестом зі срібною пальмою. Того ж року британський уряд також посмертно нагородив Каана Королівською військовою відзнакою за відвагу.
| Стрічка | Медаль | Назва                                      | Держава               |
| ------- | ------ | ------------------------------------------ | --------------------- |
|         |        | Орден Почесного легіону                    | Франція               |
|         |        | Медаль Опору з розеткою                    | Франція               |
|         |        | Воєнний хрест зі срібною пальмою 1939–1945 | Франція               |
| —       |        | Королівська військова відзнака за відвагу  | Сполучене Королівство |

## Публікації
- Kaan, P., 1928. 'Étude sur l’ouvrage d’Henri de Man: Au-delà du Marxisme'. Bulletin Communiste, No. 27-28, April-July.
- Kaan, P., 1931. 'Dogme et verité'. La Critique Sociale, No. 2, July, pp. 53-55.
- Kaan, P., Laurat, L., 1931. 'A propos des lettres de Sorel'. La Critique Sociale, No. 3, October, pp. 107-?.
- Kaan, P., 1933. 'Matérialisme et communisme'. La Critique Sociale, No. 8, April, pp. 67-69.
- Kaan, P., 1939. 'La logique de l’irrationalisme'. In: François George ed. 1987. La Liberté de l’Esprit: Visages de la Résistance. Lyon, France: La Manufacture.
- Kaan, P., 1940. 'Stalinisme ou hitlérisme dans une Europe organisée'. Les Nouveaux Cahiers, April, No. 56. Reprinted in 1998 in Commentaire, 'Mémoire et oubli du communisme', p. 379.